# Renault R30
Renault R30 – bolid zespołu Renault na sezon 2010. Został on zaprezentowany 31 stycznia 2010 w Walencji (Hiszpania) na torze Circuit Ricardo Tormo, gdzie następnego dnia odbyły się jego pierwsze testy.

## Wyniki
| Legenda oznaczeń w tabelach wyników Wyświetl szablon na nowej stronie | Legenda oznaczeń w tabelach wyników Wyświetl szablon na nowej stronie                                                                     |
| Oznaczenie                                                            | Wyjaśnienie |
| --------------------------------------------------------------------- | --- |
| Złoty                                                                 | Zwycięzca lub mistrzostwo |
| Srebrny                                                               | 2. miejsce lub wicemistrzostwo |
| Brązowy                                                               | 3. miejsce lub II wicemistrzostwo |
| Zielony                                                               | Ukończył, punktował (w klasyfikacji generalnej, gdy zdobył co najmniej jeden punkt na przestrzeni sezonu, poza trzema powyższymi opcjami) |
| Niebieski                                                             | Ukończył, nie punktował (w klasyfikacji generalnej, gdy nie zdobył co najmniej jednego punktu na przestrzeni sezonu)                      |
| Czerwony                                                              | Nie zakwalifikował się (NZ) |
| Czerwony                                                              | Nie prekwalifikował się (NPK) |
| Różowy                                                                | Nie ukończył (NU) |
| Różowy                                                                | Niesklasyfikowany (NS) (w klasyfikacji generalnej, gdy nie został sklasyfikowany w żadnym wyścigu sezonu)                                 |
| Czarny                                                                | Zdyskwalifikowany (DK) |
| Czarny                                                                | Wykluczony (WYK/EX) |
| Biały                                                                 | Nie wystartował (NW) |
| Biały                                                                 | Kontuzjowany (K/INJ) |
| Biały                                                                 | Wyścig odwołany (OD/C) |
| Bez koloru                                                            | Został wycofany (WYC/WD) |
| Bez koloru                                                            | Nie przybył (NP/DNA) |
| Bez koloru                                                            | Nie brał udziału w treningach (NT/DNP) |
| Bez koloru                                                            | Nie został zgłoszony (–) |
| Pogrubienie                                                           | Start z pole position |
| Kursywa                                                               | Najszybsze okrążenie wyścigu |
| †                                                                     | Nie ukończył, ale jego rezultat został zaliczony ze względu na przejechanie więcej niż 90% dystansu wyścigu.                              |
| *                                                                     | Sezon w trakcie |
| 1/2/3                                                                 | Punktowana pozycja w sprincie kwalifikacyjnym                                                                                             |
| Lista systemów punktacji Formuły 1                                    | |

| Sezon | Konstruktor | Kierowcy        | Wyniki w poszczególnych eliminacjach | Wyniki w poszczególnych eliminacjach | Wyniki w poszczególnych eliminacjach | Wyniki w poszczególnych eliminacjach | Wyniki w poszczególnych eliminacjach | Wyniki w poszczególnych eliminacjach | Wyniki w poszczególnych eliminacjach | Wyniki w poszczególnych eliminacjach | Wyniki w poszczególnych eliminacjach | Wyniki w poszczególnych eliminacjach | Wyniki w poszczególnych eliminacjach | Wyniki w poszczególnych eliminacjach | Wyniki w poszczególnych eliminacjach | Wyniki w poszczególnych eliminacjach | Wyniki w poszczególnych eliminacjach | Wyniki w poszczególnych eliminacjach | Wyniki w poszczególnych eliminacjach | Wyniki w poszczególnych eliminacjach | Wyniki w poszczególnych eliminacjach | Wyniki kierowców | Wyniki kierowców | Wyniki konstruktora | Wyniki konstruktora |
| Sezon | Konstruktor | Kierowcy        | BHR                                  | AUS                                  | MYS                                  | CHN                                  | ESP                                  | MCO                                  | TUR                                  | CAN                                  | EUR                                  | GBR                                  | DEU                                  | HUN                                  | BEL                                  | ITA                                  | SGP                                  | JPN                                  | KOR                                  | BRA                                  | ARE                                  | Punkty           | Pozycja          | Punkty              | Pozycja             |
| ----- | ----------- | --------------- | ------------------------------------ | ------------------------------------ | ------------------------------------ | ------------------------------------ | ------------------------------------ | ------------------------------------ | ------------------------------------ | ------------------------------------ | ------------------------------------ | ------------------------------------ | ------------------------------------ | ------------------------------------ | ------------------------------------ | ------------------------------------ | ------------------------------------ | ------------------------------------ | ------------------------------------ | ------------------------------------ | ------------------------------------ | ---------------- | ---------------- | ------------------- | ------------------- |
| 2010  | Renault     | Robert Kubica   | 11                                   | 2                                    | 4                                    | 5                                    | 8                                    | 3                                    | 6                                    | 7                                    | 5                                    | NU                                   | 7                                    | NU                                   | 3                                    | 8                                    | 7                                    | NU                                   | 5                                    | 9                                    | 5                                    | 136              | 8                | 163                 | 5                   |
| 2010  | Renault     | Witalij Pietrow | NU                                   | NU                                   | NU                                   | 7                                    | 11                                   | 13†                                  | 15                                   | 17                                   | 14                                   | 13                                   | 10                                   | 5                                    | 9                                    | 13                                   | 11                                   | NU                                   | NU                                   | 16                                   | 6                                    | 27               | 13               | 163                 | 5                   |

## Podsumowanie
| Ważne wyścigi                 | Ważne wyścigi                                  |
| ----------------------------- | ---------------------------------------------- |
| Debiut                        | Grand Prix Bahrajnu 2010                       |
| Pierwsze punkty               | Grand Prix Australii 2010 (#2, Robert Kubica)  |
| Pierwsze podium               | Grand Prix Australii 2010 (#2, Robert Kubica)  |
| Pierwsze najszybsze okrążenie | Grand Prix Turcji 2010 (#15, Witalij Pietrow)  |
| Najwyższe pozycje             |                                                |
| Kwalifikacje                  | 2 – Grand Prix Monako 2010 ( Robert Kubica)    |
| Wyścig                        | 2 – Grand Prix Australii 2010 ( Robert Kubica) |